# Список королів Хорватії
Нижче наведено Список королів Хорватії
925 папа Іоанн X дарував князю Томиславу титул короля Хорватії.
| Король                                     | Роки правління | Опис |
| Томислав I                                 | 925-928        | Розширення території держави, яке включає до свого складу Славонію, Боснію та далматинське узбережжя, за винятком Істрії й Дубровніку.                                         |
| Трпимир II                                 | 928-935        | Молодший брат Томислава, громадянські міжусобиці, втрата Боснії |
| Крешимир I Старий                          | 935-945        | Син Трпимира |
| Мирослав                                   | 945-949        | Син Крешимира |
| Михайло Крешимир II                        | 949-969        | Молодший брат Мирослава, хорватське королівство знову бере під контроль Боснію                                                                                                 |
| Степан Држислав                            | 969-997        | Син Михайла Крешимира |
| Єлена Задарська                            | 969-975        | Регентка при сині, Степані Држиславі |
| Светослав Суроня                           | 997-1000       | Син Степана Држислава |
| Крешимир III                               | 997-1030       | Син Степана Држислава |
| Гойслав                                    | 997-1020       | Син Степана Држислава |
| Степан I                                   | 1030-1058      | Син Крешимира |
| Петар Крешимир IV                          | 1058-1074      | Син Стефана, пік розквіту хорватської держави. |
| Славач                                     | 1074-1075      | Обраний хорватською знаттю, міжусобна боротьба з Дмитаром Звонимиром, іншим претендентом на трон                                                                               |
| Дмитар Звонимир                            | 1075-1089      | Кузен Петара Крешимира. Одружений із принцесою Оленою, дочкою угорського короля Бели I.                                                                                        |
| Степан II                                  | 1089-1090      | Племінник Петара Крешимира. На ньому припинила існування династія Трпимировичів                                                                                                |
| Альмош, ставленик Ласло I, короля Угорщини | 1091-1093      | Племінник Ласло I. |
| Петар Свачич                               | 1093-1097      | Обраний хорватською знаттю. Боротьба з угорцями за контроль над Хорватією. Поразка від армії короля Угорщини Кальмана Книжника у битві на горі Гвозд. Загибель короля у битві. |

У 1102 році за угодою, яку зазвичай називають Pacta Conventa, хорватське дворянство визнало династичну унію з Угорщиною. Угорський король Кальман Книжник того ж 1102 року коронувався у Біограді, як король Угорщини й Хорватії. У складі об'єднаного королівства Хорватія користувалась автономією й управлялась баном (королівським намісником).
1941 року після окупації Югославії країнами Осі було створено Незалежну хорватську державу, яка формально очолювалась королем Томиславом II, при тому, що реальна влада належала Анте Павелічу.